# Gyula-pihenője-barlang
A Gyula-pihenője-barlang a Duna–Ipoly Nemzeti Parkban lévő Pilis hegységben, Pilisszentkereszten található egyik barlang. A Dunántúli-középhegység legmagasabban fekvő barlangja. Turista útikalauzokban is ismertetve van az üreg.

## Leírás
Pilisszentkereszt külterületén, a Nagy-Szoplák csúcsától 10°-ra, 150 m-re, 15 m-rel alacsonyabban, 6 m-es sziklafalban van a barlang messziről is jól látható bejárata. A kőfülkejellegű rombarlang két ágra válik. A korróziós formakincs dominál járataiban. Több, rókalyukszerű szűk csőben folytatódik, amelyekben a jelek szerint róka, vagy borz él. Az üreg száraz. Kitöltése avar, humusz, fatörek (alom) és kőzettörmelék. Nem jelentős, kutatásra nem érdemes a barlang. Az engedély nélkül is járható barlang megtekintéséhez elég barlangjáró alapfelszerelés használata.
A barlang Szücs Gyula tiszteletére kapta nevét. Szücs Gyula pilisszentkerszti tanító volt és ő írta a Pilisszentkereszt és környéke című, 1913-ban kiadott könyvet, amelyben sok barlang ismertetve van. Előfordul a barlang az irodalmában Gyula-pihenő (Szücs 1913), Gyula-pihenő-barlang (Vörös 1930), Gyula-pihenője (Bertalan, Schőnviszky 1976), Gyula pihenője-barlang (Mezei 1967), Gyula pihenője barlang (Polgárdy 1941), Szopláki-kőfülke (Bertalan 1976) és Szücs Gyula-ürege (Kadić 1952) neveken is. 1982-ben volt először Gyula-pihenője-barlangnak nevezve a barlang az irodalmában.

## Kutatástörténet
Az 1913-ban megjelent, Pilisszentkereszt és környéke című könyvben szó van arról, hogy a Nagy-Szoplákon található Gyula-pihenő széles bejárata a Kis-Szoplák felé tekint. A Gyula-pihenőt egy turistatársaság nevezte el Szücs Gyula keresztnevéről. A 4 m hosszú pihenő két részre van osztva. A bal oldali üreg szélessége 5 m, a jobb oldali üregé pedig 2 m. Magassága a bejáratnál 2 m, de szűkül befelé. Jó menedéket, éjjeli szállást nyújt 15–20 személy számára is. Mivel ritkán járnak benne turisták, ezért rókák és borzok tanyáznak benne. A Mexikó, Nagy-Szoplák, Gyula-pihenő utat 0,5 óra alatt lehet végiggyalogolni. A Dobogókő, Nagy-Szoplák, Gyula-pihenő utat 1,5 óra alatt lehet végiggyalogolni. A kiadványban lévő, Pilisszentkeresztet és környékét bemutató térkép szemlélteti a Gyula-pihenője-barlang földrajzi elhelyezkedését.
A Turisták Lapja 1930. évi évfolyamában meg van említve, hogy a Nagy-Szoplákon található a Gyula-pihenő-barlang, amely két részből áll 5, valamint 2 m szélességben. A barlang bejáratából szép kilátás nyílik. A Gyula-pihenője-barlangtól K-re helyezkedik el a Remete-lyuk. A Turisták Lapja 1931. évi évfolyamában publikált, Bekey Imre Gábor által írt tanulmányban meg van említve, hogy a Csévi-barlang ásatása után a Pilis hegység többi barlangjában az ősember utáni kutatás már nem tűnt észszerűnek. A Szoplak tetején lévő kis víznyelőben azért nem, mert az csak földrajzi érdekességű. Az 1941-ben publikált Magyar turista lexikonban az van írva, hogy a Nagy-Szoplák (709 m) csúcsától ÉK-re helyezkedik el a Gyula pihenője barlang.
A Kadić Ottokár által írt, 1952-ben befejezett kézirat szerint a Szücs Gyula-ürege (Gyula-pihenő) Pilisszentkereszt határában, a Nagy-Szoplák közelében nyílik. A széles bejáratú, 2 m magas és 4 m hosszú sziklaüreg két részre válik. A jobb oldali rész 2 m széles, a bal oldali rész pedig 5 m széles. 15–20 ember számára alkalmas jó menedéknek és éjjeli szállásnak. Az üreget egy turista társaság nevezte el Szücs Gyula pilisszentkereszti tanító tiszteletére Gyula-pihenőnek. Kadić Ottokár szerint helyesebb, ha ennek a barlangnak Szücs Gyula-ürege a neve a pilisszentkereszti barlangok első kutatója miatt. A kézirat barlangra vonatkozó része 2 publikáció alapján lett írva.

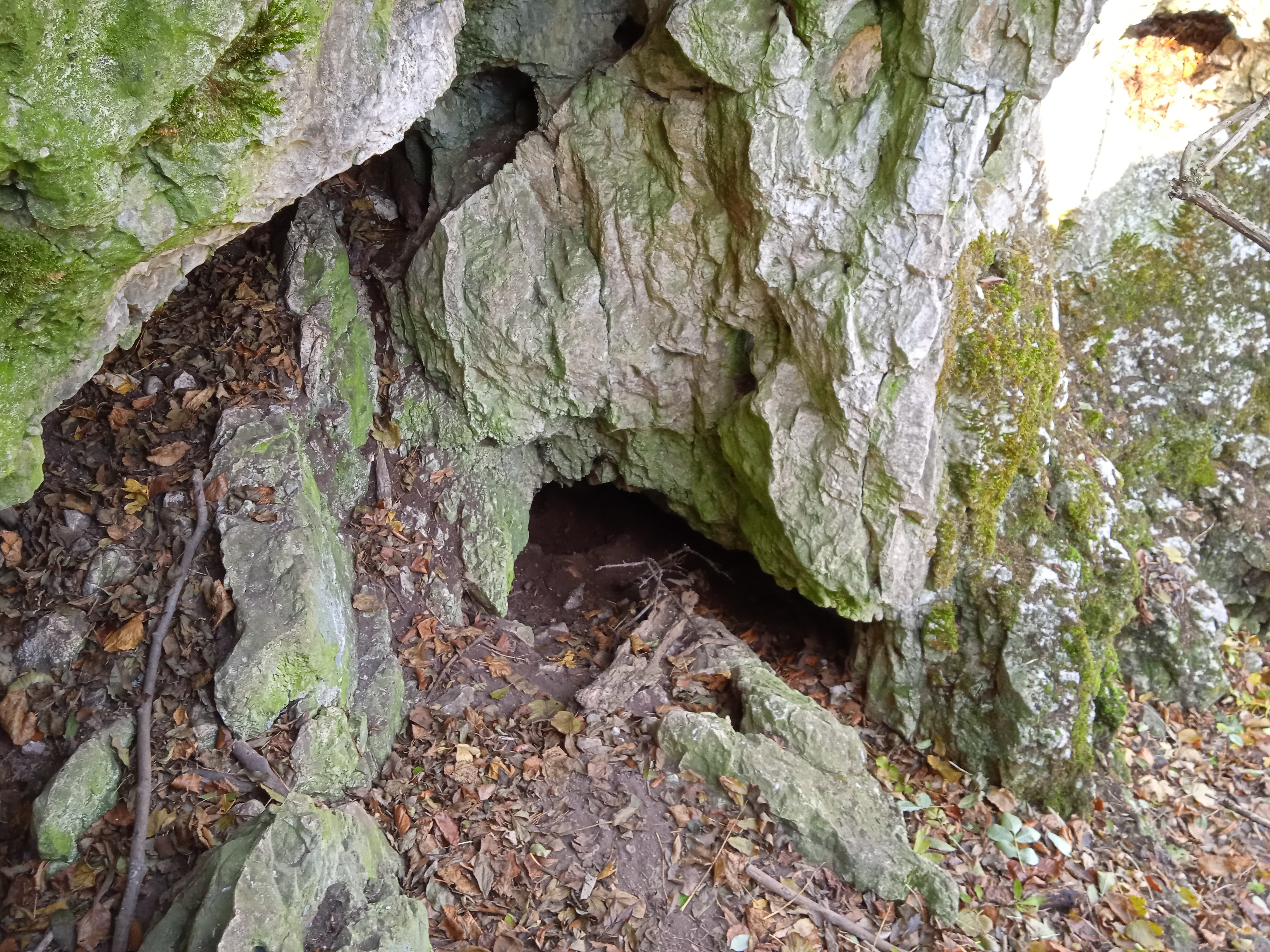
A barlang bejárati részének jobb oldalán kezdődő járat eleje

Az 1953. évi Földrajzi Értesítőben található, Láng Sándor által írt tanulmányban az olvasható, hogy a Gyula-pihenője-barlang a Nagy-Szoplák csúcsától ÉK-re, pár lépésre fekszik. Kis, kiemelkedő dachsteini mészkőháton van a barlang bejárata. A barlang DNy-ra ferdén halad le. A nagyon eltömődött barlang kb. 2 m hosszú és 1–1,5 m széles. Van néhány oldalhasadéka, amelyek kivezetnek a lapos tetőre. Sehol sincs előtérben karsztbreccsa. Az a legvalószínűbb, hogy ferdén nyíló aknabarlang volt, amely eltömődött. 700 m tszf. magasságban van, ezért a Dunazug-hegyvidék legmagasabban fekvő barlangja. A publikációban lévő 6. ábrán, a Pilis hegy hosszmetszet térképén látható a Pilis hegyen lévő barlangok körülbelüli földrajzi elhelyezkedése. A rajzon megfigyelhető a Gyula-pihenője-barlang földrajzi elhelyezkedése.
Az 1954. évi Földrajzi Értesítőben szó van arról, hogy a Pilis hegyen sok barlang található, pl. a Gyula-pihenője-barlang. Az 1967-ben napvilágot látott, Pilis útikalauz című könyvben az van írva, hogy a Pilis-tető É-i tagjának, a Nagy-Szoplák csúcsának ÉK-i oldalán van a Gyula pihenője-barlang bejárata. A 2 m-es kőfülke nemcsak a Pilis hegység, de az egész Dunántúli-középhegység legmagasabban, 700 m tszf. magasságban elhelyezkedő barlangja. Az 1974-ben megjelent, Pilis útikalauz című könyvben, a Pilis hegység és a Visegrádi-hegység barlangjainak jegyzékében (19–20. old.) meg van említve, hogy a Pilis hegység és a Visegrádi-hegység barlangjai között van a Gyula pihenője-barlang. A Pilis hegység barlangjait leíró résznek a Gyula-pihenője-barlangról szóló leírása megegyezik az 1967-ben kiadott útikalauz Gyula-pihenője-barlangot bemutató leírásával.

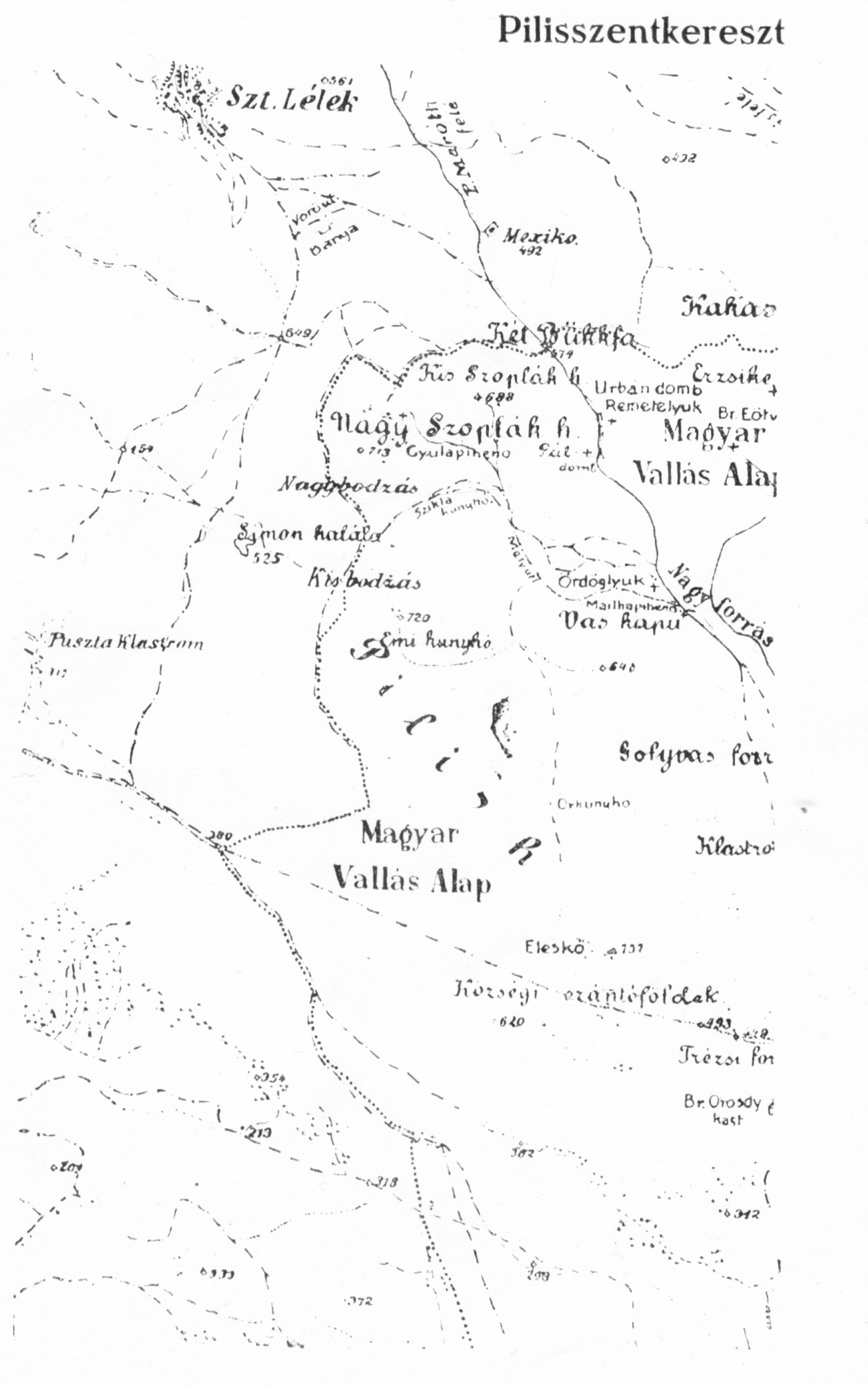
Az 1913-ban megjelent, Pilisszentkereszt és környéke című könyvben lévő térkép egyik fele. A térképen látható a Gyula-pihenője-barlang földrajzi elhelyezkedése

Az 1976-ban befejezett, Magyarország barlangleltára című kéziratban az olvasható, hogy a Pilis hegységben, a Pilis-vonulatban, Pilisszentkereszten helyezkedik el a Szopláki kőfülke. A Nagy-Szoplák hegyen van a 4 m hosszú, 2–5 m széles és 2 m magas mészkőbarlang bejárata. A kézirat barlangot ismertető része a Kadić Ottokár és Mottl Mária által írt barlangkataszteri lap (59. sz.) alapján lett írva. A Pilis hegységben, a Pilis-vonulatban, Pilisszentkereszten helyezkedik el a Gyula-pihenő (Szopláki-kőfülke). A Nagy-Szoplák csúcsától É-ra, 2 percre, kb. 700 m tszf. magasságban van a barlang KÉK-re tekintő, 3 m széles és 2,5 m magas bejárata. A bejárattól szép kilátás nyílik a környékre. Ferdén nyílik a 12 m hosszú barlang. A Pilis hegység legmagasabban lévő barlangja az eltömődött aknabarlang. Alkalmas bivakolásra. A kézirat barlangra vonatkozó része 7 publikáció alapján lett írva.
A Bertalan Károly és Schőnviszky László által összeállított, 1976-ban megjelent Magyar barlangtani bibliográfia barlangnévmutatójában szerepel a Pilis hegységben, a Pilis-tetőn lévő barlang Gyula-pihenője néven. A barlangnévmutatóban meg van említve egy irodalmi mű, amely foglalkozik a barlanggal. Az Acheron Barlangkutató Csoport 1982. évi jelentésében meg van említve, hogy a csoport 1982-ben felmérte a Nagy-Szoplákon található Gyula-pihenője-barlangot. Az 1982. évi MKBT Beszámolóban publikálva lett a csoportjelentés barlangot említő része.
Az 1984-ben kiadott, Magyarország barlangjai című könyv országos barlanglistájában szerepel a Pilis hegység barlangjai között a barlang, de két különálló barlangként. Az egyik barlangnak Gyula-pihenő a neve és Szopláki-kőfülke a névváltozata, a másik barlangnak Szopláki-kőfülke a neve. A listához kapcsolódóan látható a Dunazug-hegység barlangjainak földrajzi elhelyezkedését bemutató 1:500 000-es méretarányú térképen a két barlang földrajzi elhelyezkedése. A Kárpát József által 1990-ben írt kéziratban ismertetve van a 6 m hosszú Gyula pihenője-barlang (Szopláki-kőfülke). A Kárpát József által 1991-ben írt összeállításban meg van említve, hogy a Gyula pihenője-barlang (Pilisszentkereszt) 6 m hosszú és 0 m mély. Az 1991-ben napvilágot látott útikalauzban meg van ismételve az 1967-es útikalauzban található barlangleírás. Az 1996. évi barlangnap túrakalauzában meg van ismételve az 1991-ben kiadott útikalauzban lévő barlangismertetés.
A 2000. évi Karsztfejlődésben meg van említve, hogy a Pilis hegység legmagasabban, 710 m tszf. magasságban lévő, a freatikus keletkezés nyomait (üstös oldásformák) is magán viselő barlangja a Gyula-pihenője. Ez alapján ez tekinthető a legidősebb, ilyen jellegű barlangnak. A tanulmányban van egy ábra, amelyen látható a Pilis hegységben található néhány barlang és édesvízi mészkő előfordulás földrajzi elhelyezkedése. Az ábrán megfigyelhető, hogy a Gyula-pihenője-barlang (a rajzon Gyula pihenő a neve) mekkora függőleges kiterjedésű és mekkora tszf. magasságban helyezkedik el.
2003-ban a Szent Özséb Barlangkutató Egyesület próbabontást végzett a barlangban, amelyben sok kis lyuk van. Mindegyik lyukat lehet bontani. A talajjal kitöltött lyukakban róka él. A róka egyik járatát tágítva sikerült a csoportnak bejutni egy kis terembe, amelyben meg lehet fordulni. Egy másik, róka által nem használt lyukból szintén felfedezett az egyesület egy kis termet, de ezek az eredmények az egyesület tagjai szerint jelentéktelenek. 2004 nyarán az egyesület tagjai megint kutatták a barlangot. Kutatás közben megállapították, hogy itt nagyon szivacsos a kőzet: 10×5 m-es felszínrészen 9 kis lyukat találtak, amelyek 1–3 m-esek. Ezek a felszínközeli szűk járatok általában bonthatatlannak bizonyultak.

## További irodalom
- Mezei Iván – Páli Tivadar: Pilis útikalauz. Sport, Budapest, 1955. (Második, bővített kiadás.)